# 東浅舞駅
東浅舞駅（ひがしあさまいえき）は、秋田県平鹿郡平鹿町浅舞道川（現・横手市平鹿町浅舞道川）にあった羽後交通横荘線（旧・横荘鉄道）の駅（廃駅）である。横荘線の廃線に伴い1971年（昭和46年）7月20日に廃駅となった。
一部の普通列車は通過した（1964年（昭和39年）8月20日改正の時刻表で上下各2本）。

## 歴史
開業時は停車列車が上記よりさらに少なかった。
- 1962年（昭和37年）6月5日：羽後交通横荘線樋ノ口駅 - 浅舞駅間に新設開業[2][3][4]。旅客のみ取扱い[4]。
- 1971年（昭和46年）7月20日：横荘線の廃線に伴い廃止となる[2][3][5][6]。

## 駅構造
廃止時点で、単式ホーム1面1線を有する地上駅であった。
無人駅となっていた。

## 駅周辺
周囲は水田であった。
- 秋田県道270号浅舞醍醐線
- 平鹿町立浅舞中学校 - 現・横手市立平鹿中学校[1]。

## 駅跡
1999年（平成11年）時点では、すでに区画整理がされており、駅跡は残っていなかった。
また、当駅跡附近の線路跡は1999年（平成11年）時点では道路に転用されていた。

## 隣の駅
羽後交通
横荘線
樋ノ口駅 - 東浅舞駅 - 浅舞駅